# Buddah Records
Buddah Records — американський лейбл звукозапису, створений 1967 року.

## Історія лейблу
Засновником лейблу Buddah Records став колишній менеджер Cameo-Parkway Records Ніл Богарт. Разом із партнерами Артом Кассом та Арті Ріппом 1967 року він заснував власну компанію, щоб видавати музику в стилі баблгам-поп. Ця «солодка» попмузика мала бути повною протилежністю тогочасним рок-зіркам, символізуючи чистоту та свіжість на противагу наркотикам. Касс та Ріпп вже мали власний лейбл Kama Sutra Records, проте були незадоволені угодою про розповсюдження записів, укладеною із мейджор-лейблом MGM Records, тому погодилися створити нову компанію. 
Першими виконавцями стали 1910 Fruitgum Company, Ohio Express, The Lemon Pipers та Лу Крісті. Завдяки хітовим композиціям лейбл одразу став дуже успішним, а прибуток за перший рік оцінювався в 5,8 млн доларів. Для розповсюдження записів музикантів у Великій Британії використовувався лейбл Pye Records.
Богарт керував лейблом до 1974 року, додавши до каталогу виконавців фолк-співачку Мелані, гурт Едвіна Хокінса, Кертіса Мейфілда, R&B-співачку Гледіс Найт, що перейшла з Motown, та рок-н-рольний гурт Sha Na Na. 1976 року нью-йоркська компанія-виробник прожекторів Viewlex, що володіла Buddah Records, збанкрутувала і лейбл було закрито.